# Il Malpiglio overo de la corte
Il Malpiglio overo de la corte è un dialogo scritto da Torquato Tasso tra il 1584-85 e pubblicato nel 1587. Il Forestiero Napoletano (maschera platoneggiante di Tasso) istruisce il giovane lucchese Gianlorenzo Malpiglio in merito ai comportamenti da adottare per diventare un buon cortigiano. Fonte del dialogo è il Cortegiano di Baldassarre Castiglione, messo in discussione e adattato ai tempi mutati.